# Substituent
I organisk kemi är en substituent en atom eller en grupp atomer som tar en (eller flera) väteatomers plats i en kolkedja. Funktionella grupper utgör en delmängd av alla substituenter. Inom organisk kemi och biokemi används termerna substituent och funktionell grupp, såväl som sidokedja och vidhängande grupp, nästan omväxlande för att beskriva grenarna från moderstrukturen, även om vissa distinktioner görs i polymerkemi. I polymerer sträcker sig sidokedjor från en ryggradsstruktur. I proteiner är sidokedjor bundna till alfa-kolatomerna i aminosyrans ryggrad.
Suffixet -yl används när man namnger organiska föreningar som innehåller en enkelbindning som ersätter ett väte. -yliden och -ylidyn används med dubbelbindningar respektive trippelbindningar. Dessutom, när man namnger kolväten som innehåller en substituent, används positionsnummer för att ange vilken kolatom som substituenten fäster vid när sådan information behövs för att skilja mellan isomerer. Substituenter kan vara en kombination av den induktiva och den mesomeriska effekten. Sådana effekter beskrivs också som elektronrika och elektronindragande. Ytterligare steriska effekter resulterar från volymen som upptas av en substituent.
Fraserna mest-substituerad och minst-substituerad används ofta för att beskriva eller jämföra molekyler som är produkter av en kemisk reaktion. I denna terminologi används metan som jämförelsereferens. Med metan som referens, för varje väteatom som ersätts eller "substitueras" med något annat, kan molekylen sägas vara mer substituerad. Till exempel:
- Markovnikovs regel förutsäger att väteatomen adderas till kolet i den alkenfunktionella gruppen som har det största antalet väteatomer (färre alkylsubstituenter).

- Zaitsevs regel förutsäger att den huvudsakliga reaktionsprodukten är alkenen med den mer substituerade (mer stabila) dubbelbindningen.

## Nomenklatur
Suffixet -yl används i organisk kemi för att bilda namn på radikaler, antingen separata arter (kallade fria radikaler) eller kemiskt bundna delar av molekyler (kallade delar). Det kan spåras tillbaka till det gamla namnet på metanol, "metylen" (från antikens grekiska : μέθυ méthu, 'vin' och ὕλη húlē, 'trä', 'skog'), som blev förkortat till "metyl" i sammansatta namn, varav -yl extraherades. Flera reformer av den kemiska nomenklaturen generaliserade så småningom användningen av suffixet till andra organiska substituenter.
Användningen av suffixet bestäms av antalet väteatomer som substituenten ersätter på en moderförening (och vanligtvis även på substituenten). Enligt IUPAC:s rekommendationer från 1993:
- -yl betyder att ett väte ersätts.

- -yliden betyder att två väteatomer ersätts av en dubbelbindning mellan förälder och substituent.

- -ylidyn betyder att tre väteatomer ersätts av en trippelbindning mellan förälder och substituent.

Suffixet -ylidin påträffas sporadiskt och verkar vara en variant av stavningen av "-yliden"; det nämns inte i IUPAC:s riktlinjer.
För multipla bindningar av samma typ, som länkar substituenten till modergruppen, används infixen -di-, -tri-, -tetra- etc.: -diyl (två enkelbindningar), -triyl (tre enkelbindningar), -tetrayl (fyra enkelbindningar), -diyliden (två dubbelbindningar).
Det överordnade sammansatta namnet kan ändras på två sätt: 
- För många vanliga föreningar är substituenten kopplad i ena änden (1-positionen) och historiskt sett inte numrerad i namnet. IUPAC 2013-reglerna[7] kräver dock en explicit lokalisering för de flesta substituenter i ett föredraget IUPAC-namn. Substituentnamnet modifieras genom att strippa -an (se alkan) och lägga till lämpligt suffix. Detta "rekommenderas endast för mättade acykliska och monocykliska kolvätesubstituentgrupper och för mononukleära moderhydrider av kisel, germanium, tenn, bly och bor". Således, om det finns en karboxylsyra som kallas "X-syra", en alkohol som slutar "X-anol" (eller "X-ylalkohol"), eller en alkan som kallas " X-an", då betecknar " X-yl" vanligtvis samma kolkedja som saknar dessa grupper men är modifierad genom bindning till någon annan modermolekyl.

- Den mer allmänna metoden utelämnar endast det terminala "e" i substituentnamnet, men kräver explicit numrering av varje yl-prefix, även vid position 1 (förutom -ylidyn, som, som en trippelbindning, måste avsluta substituentens kolkedja). Pentan-1-yl är ett exempel på ett namn med denna metod, och är synonymt med pentyl från den tidigare riktlinjen.

Observera att vissa populära termer som "vinyl" (när de används för att betyda "polyvinyl") endast representerar en del av det fullständiga kemiska namnet.

## Strukturer
I en kemisk strukturformel kan en organisk substituent som metyl, etyl eller aryl skrivas som R (eller R1, R2, etc.) Det är en generisk platshållare, R som härrör från radikal eller rest, som kan ersätta någon del av formeln som författaren finner lämplig. Den första som använde denna symbol var Charles Frédéric Gerhardt 1844.
Symbolen X används ofta för att beteckna elektronegativa substituenter som halogeniderna.

## Statistisk fördelning
En keminformatikstudie identifierade 849 574 unika substituenter upp till 12 icke-väteatomer stora och innehållande endast kol, väte, kväve, syre, svavel, fosfor, selen och halogenerna i en uppsättning av 3 043 941 molekyler. Femtio substituenter kan anses vara vanliga eftersom de finns i mer än 1 procent av denna uppsättning, och 438 finns i mer än 0,1 procent. 64 procent av substituenterna finns i endast en molekyl. De 5 vanligaste är metyl-, fenyl-, klor-, metoxi- och hydroxylsubstituenter. Det totala antalet organiska substituenter i organisk kemi uppskattas till 3,1 miljoner, vilket skapar totalt 6,7×1023 molekyler. Ett oändligt antal substituenter kan erhållas helt enkelt genom att öka kolkedjelängden. Till exempel substituenterna metyl (-CH3) och pentyl (-C5H11) .